# جیمز کروز
جیمز کروز (انگلیسی: James Cruze؛ ۲۷ مارس ۱۸۸۴ – ۳ اوت ۱۹۴۲) یک هنرپیشه، و کارگردان اهل ایالات متحده آمریکا بود.

## ماجرای تغییر نام
علی‌رغم نام تولد، بوسن و/یا والدینش خیلی قبل از شروع حرفه‌ای‌اش تصمیم گرفتند حداقل نام خود را انگلیسی کنند، همانطور که در سخنرانی پرشور شروع کلاس هشتم او به عنوان جیمز بوزن در مدرسه مرکزی اوگدن در ژوئن 1898 گواه است.

## گزیده فیلم‌شناسی
به عنوان کارگردان
- طلای ساتر (۱۹۳۶)
- مانکن (۱۹۲۶)
- به خانه خوش آمدی (۱۹۲۵)
- سال کبیسه (۱۹۲۴)
- واگن سرپوشیده (۱۹۲۳)
- هالیوود (۱۹۲۳)
- دیکتاتور (۱۹۲۲)
- قطار باری سریع‌السیر (۱۹۲۲)
- عضو معمولی باشگاه (۱۹۲۱)
- مشتاق ازدواج (۱۹۲۱)
- گسولین گاس (۱۹۲۱)

به عنوان هنرپیشه
- واگن سرپوشیده (۱۹۲۳)
- منبع (۱۹۱۸)
- در سطح (۱۹۱۷)
- دکتر جکیل و آقای هاید (۱۹۱۲)
- آخرین موهیکان (۱۹۱۱)